# Sikwane
Sikwane – wieś w Botswanie w dystrykcie Kgatleng. Według spisu ludności z 2011 roku wieś liczyła 1466 mieszkańców.